# Marialy Pacheco
Marialy Pacheco (L'Avana, 4 gennaio 1983) è una pianista jazz cubana nata a L'Avana nel 1983 ed è stata la prima donna a vincere, nel 2012, la Montreux Solo Piano Competition..

## Biografia
Marialy si è avvicinata sin da piccola al pianoforte ottenendo il suo primo successo in patria nel 2002 in un concorso Jazz presieduto, alla giuria, da Chucho Valdés. Si è trasferita in Europa e vive in Germania.

## Carriera
Nel 2014 Marialy è diventata Artista Bösendorfer, prima pianista jazz in tutto il mondo ad avere questo privilegio.
Si è esibita all'Aalener Jazzfest, all'Enter Music Festival, al St. Moritz Art Masters, al Rheingau Musik Festival, all'Ingolstädter Jazztage, al Fano Jazz by the Sea e in altri festival internazionali.

## Discografia
Ha collaborato con diversi musicisti, oltre a essersi esibita e aver inciso anche da sola.
- 2012 - Mi azul, con Jörg Gebauer
- 2013 - Ventana al verano, con Peter Finger
- 2014 - Introducing, con Joo Kraus
- 2017 - Duets, con Omar Sosa, Hamilton de Holanda, Miguel Zenón, Rhani Krija e altri.[6]
- 2018 - Danzon Cubano − Live in Viersen −  Marialy  Pacheco Trio & WDR Funkhausorchester
- 2022 - Manos, Omar Sosa & Marialy Pacheco: − Skip
- 2022 - Reload  - Marialy  Pacheco Trio (Juan Camilo Villa, Miguel Altamar de la Torre) featuring  Avishai Cohen, Nils Wülker, Karl Perazzo, e Rhani Krija